# 李源屯镇
李源屯镇，是中华人民共和国河南省新乡市卫辉市下辖的一个乡镇级行政单位。

## 行政区划
李源屯镇下辖以下地区：
东李源屯村、东良村、西良村、前李庄村、后李庄村、呈王屯村、梁寺村、吴庄村、户庄村、任庄村、南路庄村、王岸村、西口村、东董庄村、牌杨庄村、彦村、田湾村、侯湾村、马湾村、东湾村、大李湾村、李岸村、前白河村、后白河村、北鲁庄村、小沙村、南屯村、榆林庄村、王湾村、西李源屯村、南李庄村和王堤村。